# Xian de Zhashui
Le xian de Zhashui (柞水县 ; pinyin : Zhàshuǐ Xiàn) est un district administratif de la province du Shaanxi en Chine. Il est placé sous la juridiction de la ville-préfecture de Shangluo.

## Démographie
La population du district était de 153 061 habitants en 1999.